# Indbyggertal
Et områdes indbyggertal er det antal mennesker, der på et givet tidspunkt (dato) bor inden for et bestemt område.

## Opgørelsesmåder
Man skelner ved sådanne opgørelser mellem de tilstedeværende indbyggere (også kaldet de facto-befolkning) og de fastboende/hjemmehørende indbyggere (kaldet de jure-befolkning). Disse kan være meget uens: på steder med fx en stor fisker- eller transportsysselsat befolkning vil en stor del af den hjemmehørende befolkning være fraværende på opgørelsestidspunktet, mens omvendt steder med mange turister eller med offentlige institutioner (kostskoler, højskoler og lignende) ofte vil have en stor, ikke-hjemmehørende befolkning på opgørelsestidspunktet. Især i ældre tid spillede derfor opgørelsestidspunktet en stor rolle ved opgørelsen af den tilstedeværende befolkning. I Danmark gik man ved folketællinger fra og med 1940 over til at opgøre den hjemmehørende befolkning mod tidligere den tilstedeværende. Betydningen af dette skifte kan vises med to eksempler: i 1935 var den hjemmehørende befolkning i Malt sogn (med Askov højskole) 1.545 beboere, men den tilstedeværende befolkning var 2.112 personer, og i den daværende udprægede skoleby Haslev taltes i 1935 5.302 personer men i 1940 kun 4.735 bosiddende.

## Afgrænsning af opgørelsesområde
Opgørelsesområdet kan være administrativt, fx et land, et amt, et herred, en kommune, et sogn eller et ejerlav, eller topografisk, fx en ø, eller en bymæssig bebyggelse. I det sidstnævnte tilfælde indtræder den vanskelighed ved sammenligning af opgørelser lavet på ulige tidspunkter, at bydannelsen ofte er udvidet i den mellemliggende tid ved byvækst, hvorfor de to opgørelser enten ikke dækker samme areal eller for den tidlige opgørelses vedkommende omfatter folk, der da boede uden for det daværende tætbebyggede område. Derfor er der stor usikkerhed ved opgørelser af byers indbyggertal.

## Fremgangsmåde
Indbyggertallet kan opgøres enten ved gennemførelse af en folketælling eller på grundlag af et (sædvanligvis offentligt) register som fx et skattemandtal (i ældre tid) eller (siden 1970) folkeregisteret i Danmark.
Naturligvis kunne der ske fejl ved folketællinger. Ved de tidlige folketællinger i 1700-tallet i Danmark blev husfædre indstedt for en folketællingskommission og skulle her redegøre for hvem, der hørte til familien. Det var let at glemme et barn eller andre, hvis der fare for, at oplysningerne ville blive brugt til beskatningsformål! Og nogle fædre kunne "glemme" at møde for den høje kommission. En sammenligning af folketællingens oplysninger for øen Fur i 1801 med de oplysninger, der kendes fra kirkebøger, lægdsruller og skattelister har vist en afvigelse på 185 personer: det blev talt 398, men der var 583! Især børn, gamle, tjenestefolk og fiskerfamilier manglede. Siden blev det skolelærerne, der – under ansvar over for sognepræsten – måtte drage omkring fra hjem til hjem for at indsamle de vigtige oplysninger. Først i 1870 overgik ansvaret til sognerådet, og samtidig gik man over til at opgøre den hjemmehørende befolkning, hvorfor heller ikke folketællingerne i 1860 og 1870 ganske lader sig sammenligne.
Helt konkret, for at finde et bestemt indbyggertal i Danmark, kan man gå til Danmarks Statistiks offentlige database Statistikbanken, hvor der findes opgørelser efter mange forskellige kriterier (eksempelvis sogn, køn, alder og år).

## Andre vanskeligheder ved indbyggertal
Selv om indbyggertallet forstået som den fastboende befolkning ofte opfattes som en entydig størrelse, er også dette i virkeligheden tit behæftet med betydelig usikkerhed. Der kan dels være usikkerhed om, hvad der forstås ved begrebet fast bopæl, det vil sige hvordan grænsen trækkes mellem de personer, der bor fast i et område og de, der kun er på midlertidigt besøg. Folk kan være registreret som boende et bestemt sted uden at komme der. Desuden er usikkerheden om de betydelige grupper af hjemløse, mennesker uden fast bopæl (i et hus eller lejlighed). Denne gruppe omfatter ikke kun de, der "bor på gaden", men tillige de, der bor på både, i campingvogne eller i midlertidige skure. Sådanne shantytowns eller slumbyer, forekommer i de fleste større byer rundt om i verden.
Mange ejer to eller flere huse, og her er vanskeligheden hvor længe, det ene skal stå tomt førend, at man bor et andet sted?! Dette kan også opgøres forskelligt fra land til land.